# Acze Lhamo

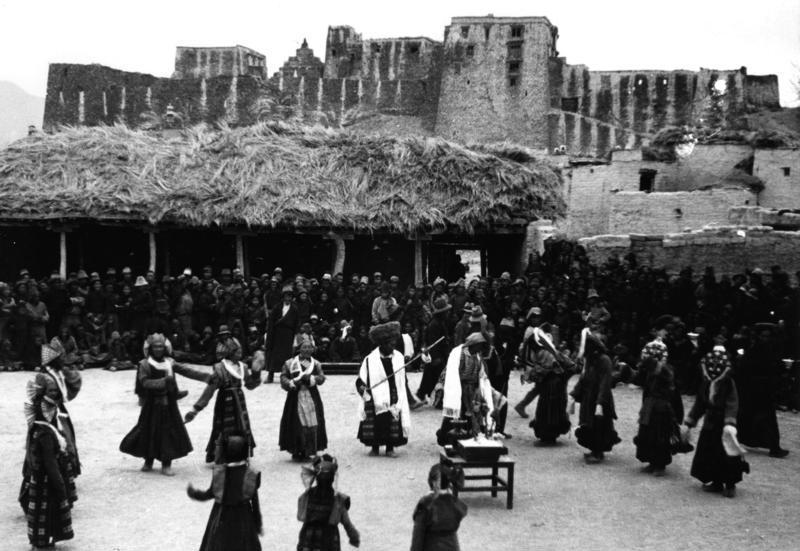
Ache Lhamo w Gongkar Dzong (1939 r.)

Acze Lhamo, Ache Lhamo, a także Lhamo – tybetańskie misterium, które bierze swe początki w XV wieku. Zapoczątkował je Thangtong Gjalpo. Dramat ten składa się z występów mimicznych, pieśni chóralnych, operowych recytatywów oraz tanecznych interludiów. Opowiada on, często humorystycznie, dawne historie buddyjskich świętych i cudotwórców, poucza w kwestiach wiary. Misterium to grywane było przez liczne trupy teatralne. Raz do roku w Lhasie organizowano występy najlepszych grup (w ten sposób płacili swój podatek), które występowały najpierw przed obliczem Dalajlamy, a później na ulicach miasta. Widzowie składali datki aktorom. Zwyczaj ten przetrwał do naszych czasów.
W 2009 roku Acze Lhamo zostało wpisane na listę niematerialnego dziedzictwa UNESCO.